# Lac Castiñeiras
Le lac Castiñeiras est un lac artificiel situé sur le mont Cotorredondo (entre les régions de Morrazo et de Pontevedra) en Espagne, entre les communes de Vilaboa (paroisse civile de Vilaboa, près des lieux-dits de Graña et de Postemirón) et de Marín (paroisse civile de San Xián). Le lac est situé à 9 kilomètres de la ville de Pontevedra.

## Histoire
Autour du lac se trouve l'un des plus anciens parcs forestiers de Galice, le Parc de la Nature Lac Castiñeiras, situé dans une forêt communale gérée par la Junte de Galice. Le lac a été créé en 1950 à la suite de la construction d'une nouvelle route dans la région et dans le but de contenir les eaux d'irrigation du ruisseau Castiñeiras.
Il est entouré d'un massif forestier créé à partir des années 1950 mais qui a probablement trouvé son origine dans les premières plantations du plan de reforestation de la province de Pontevedra, initié le 3 janvier 1927.

## Description
Le parc compte 70 hectares de terres reboisées avec des châtaigniers, des bouleaux, des chênes rouges d'Amérique, des pins, des lauriers et d'autres espèces exotiques et plus de 40 espèces d'arbres. La faune comprend des canards, des cygnes, des reptiles, des poissons (le lac a récemment été empoissonné de truites), des cerfs et des daims.
Le parc autour du lac dispose de grandes aires de loisirs avec des aires de pique-nique, des barbecues, des fontaines et des aires de jeux pour enfants. Autour du lac, il existe plusieurs itinéraires de randonnée, dont l'un mène au point de vue de Cotorredondo ou Mirador de las tres rías, en raison de la vue panoramique qu'il offre sur les rias de Pontevedra, Vigo et Arousa, à une altitude de 550 mètres.
Dans le parc il y a des sites archéologiques de la période mégalithique et de l'âge du bronze. On y trouve un champ de quatre mámoas (tumulus funéraires) entre lesquels on remarque le Mámoa du Roi, l'un des plus grands de Galice.
À l'intérieur du parc, il y a un stand d'information et un lieu d'exposition sur la nature de Cotorredondo depuis 1987 (l'Aula de la Nature Saint-Julien), tous deux gérés par la coopérative Teixugo.

## Accès
On peut y accéder par la route de Figueirido, depuis la N-550, ou depuis Vilaboa par différents chemins forestiers (401, 105).

## Galerie d'images
|             |
| Vue du lac. |

|                     |
| Vue du lac en 2014. |

|            |
| Vue du lac |

|                      |
| Ruisseau Castiñeiras |

|     |
| Lac |

|     |
| Lac |